# Ctenus curvipes
Ctenus curvipes är en spindelart som först beskrevs av Eugen von Keyserling 1881.  Ctenus curvipes ingår i släktet Ctenus och familjen Ctenidae.
Artens utbredningsområde är Panama. Inga underarter finns listade i Catalogue of Life.